# Друштво за заштиту и проучавање птица Србије
Друштво за заштиту и проучавање птица Србије (ДЗППС) је невладино и непрофитно удружење грађана основано 1989. ради заштите природе и птица. ДЗППС има преко 200 активних чланова и много симпатизера. Друштво успоставља везе и сарађује са сродним организацијама за заштиту птица у земљи и иностранству.
Од 1989. до 2010. име организације је било "Друштво за заштиту и проучавање птица Војводине". Од 2010. године ДЗППС успоставља партнерство са светском кровном организацијом орнитолога BirdLife International и заступник је тог реномираног партнерства у Србији.

## Циљеви и активности друштва
Друштво за заштиту и проучавање птица Србије окупља појединце, институције и заједнице који брину за будућност птица и природе у Србији. Визија друштва заснована је на заједничком раду на проучавању и заштити птица и њихових станишта.
Чланови и волонтери друштва баве се следећим активностима:
- заштитом и проучавањем птица и њихових станишта и изучавањем еколошких потреба птица у Србији
- објављивањем података о биологији птица Србије, посебно о распрострањењу и бројности
- развијањем мреже активних посматрача птица и љубитеља природе
- едукацијом јавности о угрожености птица и њиховој заштити
- сарадњом са разноврсним корисницима простора на којима птице живе (без обзира да ли се ради о заштићеним природним добрима или не)
- међународном сарадњом са циљем развијања заједничких активности на заштити птица
- популаризацијом потребе за заштитом птица.

## Кратка историја
Друштво за заштиту и проучавање птица Србије основано је 18. новембра 1989. тада под називом Друштво за заштиту и проучавање птица Војводине. Проистекло је из Комисије за проучавање и заштиту птица Друштва еколога Војводине и окупљало професионалне и аматерске орнитологе углавном са територије Војводине. Тадашња удруживања грађана реализована су на основу територијалне организације бивше заједничке државе Југославије. Пре оснивања друштва у Србији, основане су организације истог профила у Словенији (DOPPS, 1979), Хрватској (HDZPP, 1984) и у Македонији (при Македонском еколошком друштву - МЕД). Све су биле повезане у Савез орнитолошких друштава Југославије (СОДЈ), који је имао тешкоћа са функционисањем због организационих и политичких несугласица. Упркос томе, редовно су одржаване конференције орнитолога Југославије.
Активност друштва у почетним годинама заснивала се на издавању часописа и годишњем окупљању његових чланова. Других заједничких активности није било, а 1992. након изласка 4. броја стручног часописа 'Ciconia' настала је криза по рад друштва. Наредне две године, делом због проблема са финансирањем, часопис није био објављен, да би један број изишао 1995, а након тога опет наступила једногодишња пауза. Тек 1997. друштво се консолидује, бира се ново председништво и канцеларија друштва сели у просторије Завода за заштиту природе Србије у Новом Саду, у данашњи Покрајински завод за заштиту природе.
Друштво се од средине 90-их година у потпуности окреће пројектном раду и уређују се даљи правци у издавачкој делатности, едукацији и истраживању и заштити птица. Истовремено, број чланова постепено расте, што указује на позитиван тренд заинтересованости друштва за птице и природу.
Одлука о промени имена друштва, у складу са његовим преданим радом на целој територији Србије донета је на ванредној Скупштини 18. децембра 2010. већином гласова присутних чланова. У исто време, због потребе усклађивања са важећом легислативом из области грађанског удруживања, обновљен је и Статут друштва, и друштво је следеће године регистровано под новим називом у Регистру удружења при државној Агенцији за привредне регистре.
Данас, након двадесет година постојања, Друштво за заштиту и проучавање птица Србије је и даље активна организација предана почетним циљевима и визији. Удружење пажљиво одржава мрежу активних чланова у целој Србији који раде на локалном, регионалном и националном нивоу на заштити птица и њихових станишта и на повећању знања о птицама у Србији.

## Периодике друштва
Друштво издаје два часописа за упознавање птица и популаризацију њихове заштите, стручни часопис `Ciconia΄ и научно-популарни магазин `Детлић΄.

### Ciconia
'Ciconia' је научно име за белу роду, птицу коју је друштво изабрало као своју маскоту, и њен стилизовани лик се налази у логоу друшва. Исто име носи и стручни часопис који издаје друштво, и слика рoда се налазила на корицама свих старијих издања, све до обнове формата часописа 2011. године.
'Ciconia' је прва публикација коју је издало друштво и једина која излази од оснивања организације. Данас, после две деценије излажења, часопис је главни извор научних информација о птицама у Србији и једини редован орнитолошки информатор код нас. Први број изишао је 1989, да би до 1992. изaшло четири броја, а након те године завладала је двогодишња пауза у излажењу. Од 1995. до данас излази једном годишње.
Часопис објављује стручне и научне радове, кратке чланке, занимљива фаунистичка, еколошка и етолошка посматрања птица, пописе фауне птица појединих локалитета и подручја, као и релевантне вести из области орнитологије и заштите птица. У часопису се објављују радови из свих области орнитологије, односно праксе блиске орнитологији или ослоњене на њу, са приоритетом на темама из Србије. Мањи број чланака уредништво објављује и из осталих земаља југоисточне Европе. Рукописи се примају на српском и енглеском језику, а рецензију врше стручњаци друштва.

### Детлић
'Детлић' је магазин за љубитеље дивљих птица у Србији. Излази тромесечно од 2008. године. У њему се, на свима приступачан начин, износе интересантне појединости и чињенице о свету птица, као и извештаји о раду друштва на напорима да се птице сачувају од угрожавања. Такође часопис објављује обавештења члановима друштва, његовим пријатељима и подржаваоцима као и информације за све заинтересоване љубитеље природе.
Садржај магазина се састоји из прилога на селедеће теме:
- заштита птица,
- птице у Србији,
- вести и репортаже,
- колумне,
- приказ нових књигa,
- пројекти друштва,
- меридијани – орнитолошки путописи, импресије са орнитолошких скупова у иностранству и релевантне вести из окружења,
- најаве догађаја и дешавања у периоду између два броја.

## Пројекти на истраживању и заштити птица
Један од најзначајних пројеката друштва је кампања против тровања угрожених птица у Србији са слоганом „Чујте и не трујте! Орао пао“.
Ова тровања десе се периодично, било због непрописног коришћења пољопривредних средстава за сузбијање штеточина, било плански, из незнања и презира према птицама грабљивицама које имају кукасти кљун и канџе које у очима појединаца представљају "општу опасност". Ови тровачи не маре за улогу птица у екосистему, нити за то да су те птице биле на планети далеко пре човека.
Тровања су врло честа и представљају недопустив притисак на угрожене врсте којих је све мање, а неке су на рубу изумирања. Друштво је једино које у највећем броју случајева уопште открива ове случајеве, о њима обавештава медије и јавност, и на крају ланца – у сарадњи са властима – проналази починиоце ових злодела. Ове птице у Србији и у целој Европи заштићене су законом и стога је њихово убијање тешко кривично дело, а ако је плански учињено – и криминално. Друштво, у сарадњи са другим организацијама за заштиту природе у Србији воде активну кампању за одговорно коришћење пестицида у циљу смањења угинућа строго заштићених врста птица и не само птица.

### Попис најважнијих пројеката друштва
| 1998: | –Картирање колонија чапљи и корморанa у Србији                                                                              |
| 1999: | –Заштита беле роде у Карпатском басену                                                                                      |
| 2000: | –Процена штете на фауни птица од загађења Тисе цијанидом                                                                    |
| 2001: | –Едукацијом и дијалогом до усклађивања потреба заштите птица и узгоја рибе                                                  |
| 2002: | –Бела рода и колоније чапљи - кампања за популаризацију заштите                                                             |
| 2003: | –Цензус популације и заштита кашичара (Platalea leucorodia) у Србији                                                        |
| 2004: | –Бела рода као водећа врста у заштити доњег Потамишја                                                                       |
| 2005: | –Сигурна гнезда за беле роде (подизање платформи за родина гнезда на електричним стубивима – у сарадњи са електропривредом) |
| 2006: | –Јачање невладиног сектора у заштити природе у Србији и Црној Гори                                                          |
| 2007: | –Попис популације степског сокола у Србији                                                                                  |
|       | –Брза еколошка процена орнитолошке вредности доњег тока Дрине                                                               |
| 2008: | –Картирање и заштита колонија чигри и галебова у Србији                                                                     |
| 2009: | –Картирање колонија гачца (Corvus frugilegus) у Војводини                                                                   |
| 2010: | –Управљање заштитом и мониторинг здравствене ситуације Natura 2000 врста                                                    |
|       | –Политике и стратегије ЕУ из области заштите животне средине у Југоистичној Европи                                          |
| 2011: | –Постављање платформи за гнежђење степских грабљивица у Војводини                                                           |
|       | –“Крила преко Балкана” |
|       | –Развој еко-туризма на Русанди                                                                                              |
| 2012: | –Упознајмо и сачувајмо градске ласте и црне чиопе у Новом Саду                                                              |
|       | –Промоција европски значајних подручја за птице у руралним срединама                                                        |
|       | –Новосадска школа орнитологије                                                                                              |
|       | –Чудесна сеоба птица |
|       | –Проучавање и заштита еколошки вредних кречњачких клисура у Србији                                                          |
|       | –Јадрански селидбени пут – ка функционалном систему одморишта на Јадранском селидбеном путу                                 |
|       | –Европски викенд посматрања птица (EuroBirdwatch) у Србији                                                                  |
| 2013: | –Мапирање колонија гачца у Банату                                                                                           |
|       | –Побољшање статуса заштите птица на подручју IBA у Србији: језера Слано Копово, Русанда и Окањ                              |
|       | –Јачање популације модровране (Coracias garrulus) у Војводини                                                               |
|       | –Цензус парова степског сокола (Falco cherrug) у Србији                                                                     |
|       | –Идентификација и праћење врста птица на подручју Националног парка "Тара"                                                  |
|       | –Обука за учеснике у Међународном цензусу птица водених станишта (IWC) и тренинг за теренске орнитологе-аматере у Србији    |
| 2014: | –Европска Црвена Књига птица                                                                                                |
|       | –Мониторинг жалара слепића, брегунице и белорепана у Србији                                                                 |
| 2015: | –Седми међународни попис беле роде (Ciconia ciconia) у Србији                                                               |
|       | –Атлас птицa гнездарица Европе (EBBA2) и Србије                                                                             |
|       | –„Чујте и не трујте! Орао пао“ – кампања за одговорно коришћење пестицида у циљу спречавања тровања угрожених врста птица   |
|       | –HiNT обука за распознавање птица норвешког универзитета Nord-Trondelag                                                     |
| 2016: | –Попис птица на подручјима за Еколошку мрежу Србије                                                                         |